# Burundi la Jocurile Olimpice de vară din 2016
Burundiul a participat la Jocurile Olimpice de vară din 2016 de la Rio de Janeiro în perioada 5 – 21 august 2016, cu o delegație de nouă sportivi, care a concurat în trei sporturi. Cu o medalie de argint, Burundiul s-a aflat pe locul 69 în clasamentul final.

## Participanți
Delegația din Burundi a cuprins nouă sportivi: cinci bărbați și patru femei. Cel mai tânăr atlet din delegația a fost fondistul Olivier Irabaruta (19 de ani), cel mai vechi a fost maratonista Diane Nukuri (31 de ani).
| Sport    | Masculin | Feminin | Total |
| -------- | -------- | ------- | ----- |
| Atletism | 4        | 2       | 6     |
| Judo     | 0        | 1       | 1     |
| Natație  | 1        | 1       | 2     |
| Total    | 5        | 4       | 9     |

## Medaliați
| Medalie | Nume               | Sport    | Probă         | Dată      |
| ------- | ------------------ | -------- | ------------- | --------- |
| Argint  | Francine Niyonsaba | Atletism | 800 m feminin | 20 august |